# Оптима (серия домов)
1.090.1 «Оптима» (до 2002 года 1.090.1) — типовой проект панельных жилых домов.

## Описание
Проект разработан в 1993 году для Гатчинского ССК (Гатчинский ДСК строил серию 121У). Серия обыгрывала конкурентов по многим параметрам: высота потолков выше обычного, фасады отделаны гранитной крошкой разных оттенков. В штатной комплектации домов этой серии в предусмотрены металлопластиковые окна со стеклопакетами. В некоторых квартирах на последних этажах даже выполнялась установка каминов.
С 2002 года строится как серия «Оптима». Минимальная площадь однокомнатной квартиры — 40 м2. Трёхкомнатные квартиры имеют площадь больше 100 м2, в которых предусмотрено по два санузла. Площади кухонь — 12—16 м2. В некоторых квартирах есть просторные, до 12 м2, холлы и ванные комнаты до 5 м2. Отличительной особенностью дома является наличие межэтажного теплозвукоизоляционного слоя. Серию можно считать элитной.  

## Распространение
Дома серии построены в Санкт-Петербурге, Всеволожске, Новом Девяткино, Новоселье, Гатчине и Тосно.